# ドーソン郡 (モンタナ州)
ドーソン郡（英: Dawson County）は、アメリカ合衆国モンタナ州の東部に位置する郡である。2010年国勢調査での人口は8,966人であり、2000年の9,059人から1.0％減少した。郡庁所在地はグレンダイブ市（人口4,935人）であり、同郡で人口最大の自治体でもある。

## 歴史
ドーソン郡は、1869年にビッグホーン郡の北半分を分離して設立された。郡名は1856年から1864年アメリカ毛皮会社のフォートベントン交易基地でマネジャーを務めたアンドリュー・ドーソン少佐に因んで名付けられた。

## 地理
アメリカ合衆国国勢調査局に拠れば、郡域全面積は2,383平方マイル (6,172 km2)であり、このうち陸地は2,373平方マイル (6,146 km2)、水域は10平方マイル (26 km2)で水域率は0.42％である。
ドーソン郡にはモンタナ州の悪地の一部がある。マコシカ州立公園は奇岩の一例である。イエローストーン川が郡内を流れている。

### 主要高規格道路
- 州間高速道路94号線
- アメリカ国道10号線（旧道）
- モンタナ州道16号線
- モンタナ州道200号線
- モンタナ州道200号線（代替道路）
- モンタナ州道254号線

### 隣接する郡
- リッチランド郡 - 北
- ウィボー郡 - 東
- プレーリー郡 - 南
- マコーン郡 - 西

## 経済
ドーソン郡は乾燥地農法の穀物、石炭鉱業およびガスと石油の井戸で知られている。農場と牧場が合わせて522か所、事業が296社ある。

## 人口動態
以下は2000年の国勢調査による人口統計データである。
| 基礎データ - 人口: 9,059人 - 世帯数: 3,625 世帯 - 家族数: 2,475 家族 - 人口密度: 1人/km2（4人/mi2） - 住居数: 4,168軒 - 住居密度: 1軒/km2（2軒/mi2） 人種別人口構成 - 白人: 97.43% - アフリカン・アメリカン: 0.25% - ネイティブ・アメリカン: 1.23% - アジア人: 0.13% - 太平洋諸島系: 0.01% - その他の人種: 0.31% - 混血: 0.64% - ヒスパニック・ラテン系: 0.89% 先祖による構成 - ドイツ系：39.7％ - ノルウェー系：17.0％ - アイルランド系：7.3％ - イギリス系：6.5％ 言語による構成 - 英語：97.0％ - ドイツ語：1.4％ - スペイン語：1.0％ 年齢別人口構成 - 18歳未満: 23.1% - 18-24歳: 8.8% - 25-44歳: 24.9% - 45-64歳: 25.4% - 65歳以上: 17.7% - 年齢の中央値: 41歳 - 性比（女性100人あたり男性の人口） - 総人口: 98.3 - 18歳以上: 99.9 | 世帯と家族（対世帯数） - 18歳未満の子供がいる: 29.7% - 結婚・同居している夫婦: 58.5% - 未婚・離婚・死別女性が世帯主: 6.8% - 非家族世帯: 31.7% - 単身世帯: 28.4% - 65歳以上の老人1人暮らし: 12.2% - 平均構成人数 - 世帯: 2.37人 - 家族: 2.90人 収入と家計 - 収入の中央値 - 世帯: 31,393米ドル - 家族: 38,455米ドル - 性別 - 男性: 29,487米ドル - 女性: 18,929米ドル - 人口1人あたり収入: 15,368米ドル - 貧困線以下 - 対人口: 14.9% - 対家族数: 11.7% - 18歳未満: 18.7% - 65歳以上: 11.2% |

## 都市と町

### 都市

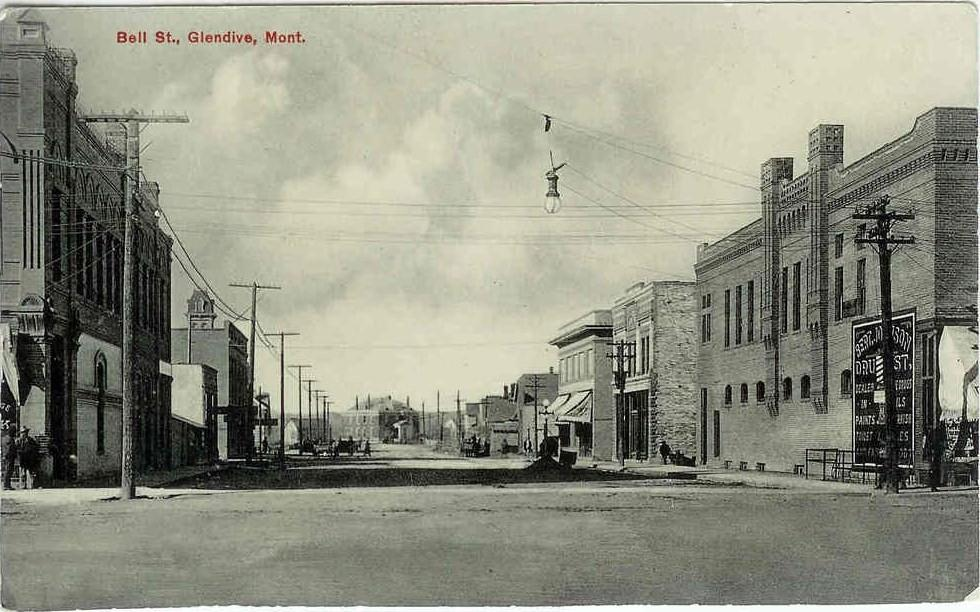
グレンダイブを描いた1913年の絵葉書

- グレンダイブ - 郡庁所在地

### 町
- リッチー

### 国勢調査指定地域
- ウェストグレンダイブ

## 教育
グレンダイブにはドーソン・コミュニティカレッジがある。